# Шпага Остен-Сакена

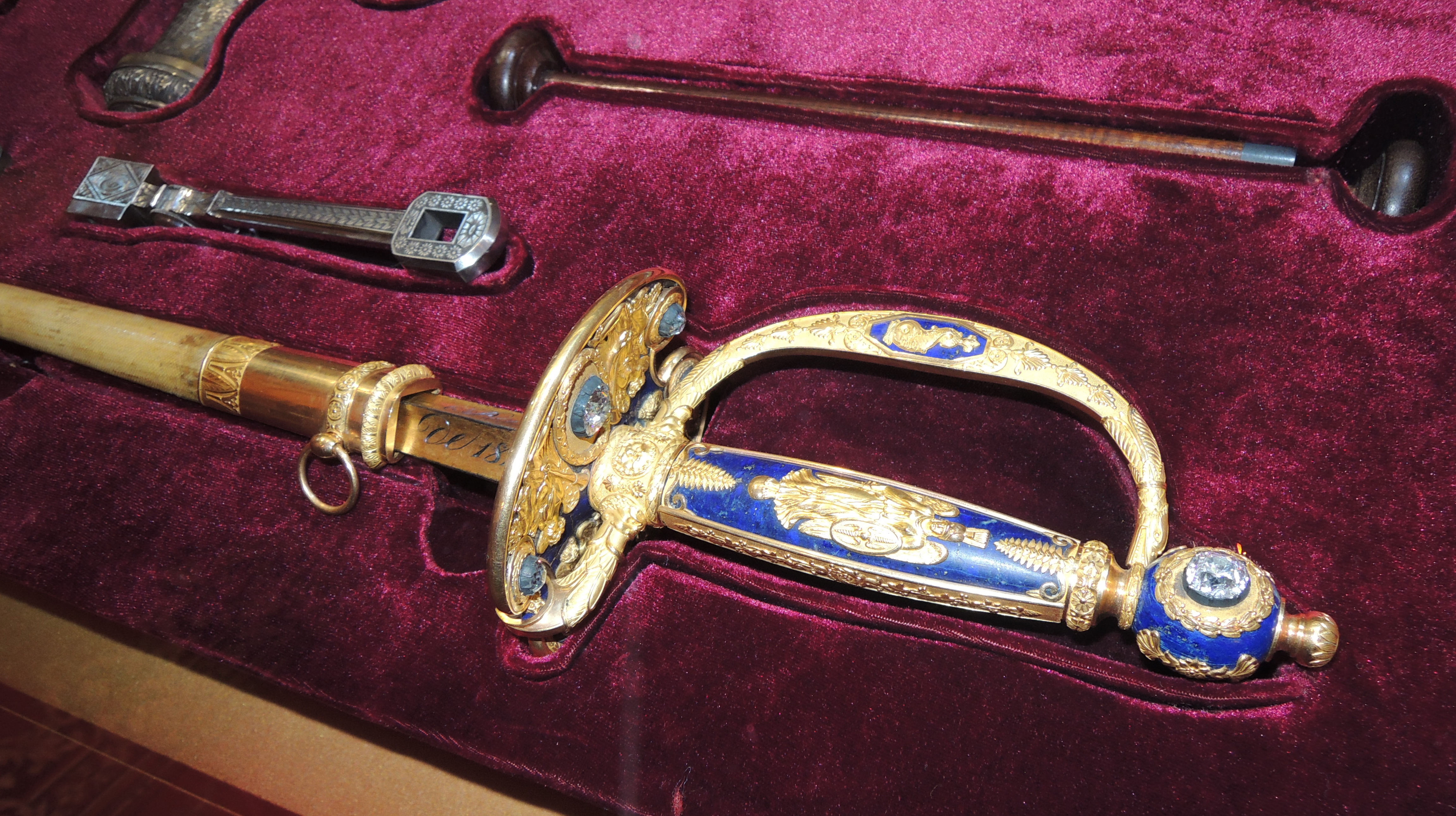
Шпага Остен-Сакена

Шпага Остен-Сакена — наградное оружие русского коменданта Парижа Фабиана Вильгельмовича Остен-Сакена, полученное в знак признательности от парижского магистрата в 1814 году. В 1835 году генерал передал мемориальное оружие в Оружейную палату Кремля. 
Изготовитель оружия мастер – Никола Ноэль Бутэ. На клинке шпаги насечена золотом дата «1814» и надпись на французском языке: «Город Париж генералу Сакену». При подношении этого оружия было сказано, что он «водворил в Париже тишину и безопасность…». 
Шпага украшена лазуритовым эфесом и гардой с восемью бриллиантами (два в навершении и по три с каждой стороны перекрестия). На гарде изображение золотого архангела Михаила с мечом и щитом, пальметы, а также цветочный орнамент. 